# Clogh (County Kilkenny)
Clogh (irisch An Chloch, „der Stein“) ist ein Townland in der Civil Parish Castlecomer in der alten Baronie Fassadinin in dem County Kilkenny, Irland.  Bei der Volkszählung von 2022 hatte es 298 Einwohner.

## Namensherkunft
Der Name des Dorfes leitet sich aus dem irischen An Chloch ab, was so viel wie „der Stein“ oder „Steingebäude“ bedeutet. Der ursprüngliche Ortsname war Magleitid (breite Ebene). Die Geschichte berichtet von einer Burg auf dem „Castle field“ im Townland Coultha, von der Clogh möglicherweise seinen Namen ableitet.

## Geografie
Clogh liegt an der Straße R426 in der Nähe von Castlecomer; 27 km nördlich von Kilkenny, 16 km von Carlow, 25 km von Portlaoise und 20 km von Athy im Norden. Clogh grenzt an die folgenden Townlands: Aughatubbrid oder Chatsworth, Cloneen, Coolnaleen, Crutt, Kill, Loon, Moneenroe, Tourtane.

## Geschichte
Clogh war einst ein dicht besiedeltes ländliches Gebiet, was vor allem auf die Arbeitsplätze in den Kohleminen in der Umgebung zurückzuführen war. Der Kohleabbau begann in den 1640er Jahren durch Christopher Wandesforde, der  Anthrazitkohle förderte. Im Jahr 1837 umfasste Clogh 116, meist strohgedeckte, Häuser und 582 Einwohner. Es gab eine Polizeistation.  Der Bezirk Clogh umfasste Teile der Gemeinden Castlecomer und Rathaspeck. Eine  römisch-katholische Kapelle des Bezirks befand sich in Clogh. Viele Bergarbeiterfamilien wanderten während und nach der großen Hungersnot von 1845 bis 1851 nach Heckscherville, Pennsylvania, aus. Die Gebrüder Payne, die die Kohlegruben betrieben, kamen in die Gegend von North Kilkenny und Laois, um Bergarbeiter für ihre Minen anzuwerben. Sie boten denjenigen, die sich bereit erklärten, umzuziehen, Transport, Arbeit und Unterkunft. Auf dem Friedhof von St. Kierans in Heckscherville liegen einige Angehörige dieser Familien begraben.
Ende des 19. Jahrhunderts gab es in den Leinster-Kohlefeldern, die sich bis in die Grafschaften Laois und Carlow erstreckten, sieben oder acht Bergwerke, und in Deerpark wurden in den 1920er Jahren Bergwerke eröffnet, die in ihrer Blütezeit 600 Menschen beschäftigten.
Die Schließung der Bergwerke im Jahr 1969 war eine Zäsur für die Gemeinden in North Kilkenny.